# لیدی کارولین لمب
کارولین لمب رمان‌نویس و اشراف‌زادهٔ بریتانیایی ایرلندی و همسر ویلیام لمب وایکنت ملبورن که به خاطر روابط عاشقانه‌اش با لرد بایرون بسیار زبان‌زد است.
مشهورترین اثر او رمان گوتیک گلناروون است که در سال ۱۸۲۱ منتشر شده است.